# Tir als Jocs Olímpics d'estiu de 1968
Als Jocs Olímpics d'Estiu de 1968 celebrats a Ciutat de Mèxic (Mèxic) es disputaren set proves de tir olímpic, totes elles en categoria masculina, i una més que en l'edició anterior. Les proves es realitzaren entre els dies 18 i 23 d'octubre de 1968 a les instal·lacions de tir de Ciutat de Mèxic.
Hi participaren un total de 348 tiradors de 62 comitès nacionals diferents.

## Resum de medalles
| Prova                                     | Or               | Argent           | Bronze              |
| Pistola ràpida 25 metres Detalls          | Josef Zapedszki  | Marcel Rosca     | Renart Suleimanov   |
| Pistola lliure 50 metres Detalls          | Grigori Kosych   | Heinz Mertel     | Harald Vollmar      |
| Rifle en posició estesa 50 metres Detalls | Jan Kurka        | Laszlo Hammerl   | Ian Roy Ballinger   |
| Rifle en 3 posicions 50 metres Detalls    | Bernd Klingner   | John Writer      | Vitali Parkhimovich |
| Rifle en 3 posicions 300 metres Detalls   | Gary Anderson    | Valentin Kornev  | Kurt Müller         |
| Fossa Olímpica Detalls                    | John Braithwaite | Thomas Garrigus  | Kurt Czekalla       |
| Skeet Detalls                             | Evgeni Petrov    | Romano Garagnani | Konrad Wirnhier     |

## Medaller
| Posició | País           | Or | Argent | Bronze | Total |
| 1       | Unió Soviètica | 2  | 1      | 2      | 5     |
| 2       | Estats Units   | 1  | 2      | 0      | 3     |
| 3       | RFA            | 1  | 1      | 1      | 3     |
| 4       | Polònia        | 1  | 0      | 0      | 1     |
| 4       | Regne Unit     | 1  | 0      | 0      | 1     |
| 4       | Txecoslovàquia | 1  | 0      | 0      | 1     |
| 7       | Hongria        | 0  | 1      | 0      | 1     |
| 7       | Itàlia         | 0  | 1      | 0      | 1     |
| 7       | Romania        | 0  | 1      | 0      | 1     |
| 10      | RDA            | 0  | 0      | 2      | 2     |
| 11      | Nova Zelanda   | 0  | 0      | 1      | 1     |
| 11      | Suïssa         | 0  | 0      | 1      | 1     |